# Drosophila pectinitarsus
Drosophila pectinitarsus är en tvåvingeart som beskrevs av Elmo Hardy 1965. Drosophila pectinitarsus ingår i släktet Drosophila och familjen daggflugor.
Artens utbredningsområde är Hawaii.